# Pribislaw (um 990)
Pribislaw (lateinisch Prebislavus; † 28. Dezember 993 oder 994) war ein slawischer Fürst in Brandenburg.

## Erwähnung
Pribislaw wurde in der Chronik des Thietmar von Merseburg erwähnt, als sclavus Prebislavus ohne Titel. Sein Bruder Liudolf war Priester, seine Frau Mathilda von Haldensleben eine Tochter des Markgrafen der Nordmark Dietrich.

## Leben
Pribislaw muss eine herausgehobene Stellung in Brandenburg gehabt haben, da Markgraf Dietrich seine Töchter nur mit den wichtigsten Fürsten seiner Zeit verheiratete. Eine weitere Tochter war mit dem polnischen Herrscher Mieszko vermählt.
Die Heirat Mathildes mit Pribislaw bedeutete eine Absicherung der Herrschaft in der Nordmark um die Brandenburg für beide Seiten.
Ob und wann Pribislaw Herrscher in Brandenburg war, ist unbekannt, da Thietmar keine Informationen darüber gibt. Möglich wäre dies für die Zeit vor 983 als slawischer Fürst unter dem Markgrafen, möglich wäre auch, dass er lediglich Erbrechte auf eine Herrschaft hatte, ohne sie real auszuüben.
Pribislaw wurde an einem 28. Dezember, wahrscheinlich 983 von zwei sächsischen Zwillingsbrüdern Ubio und Uffiko getötet. Der Hintergrund ist unbekannt, entweder in Kämpfen um die Burg Brandenburg oder in einer persönlichen Fehde. Seine Frau Mathilde wurde durch den Herrscher Boliliut in Brandenburg gefangengehalten, wo sie ihren Sohn gebar. Der Bruder Liudolf legte zeitweise das Priestergewand ab, um gegen die Deutschen zu kämpfen, wurde danach aber in sächsischer Gefangenschaft wieder Priester.